# Céphalophe de Grimm
Sylvicapra grimmia
Genre
Espèce
Statut de conservation UICN

 LC  : Préoccupation mineure
Le Céphalophe de Grimm (Sylvicapra grimmia) est le seul représentant du genre Sylvicapra (Ladri)

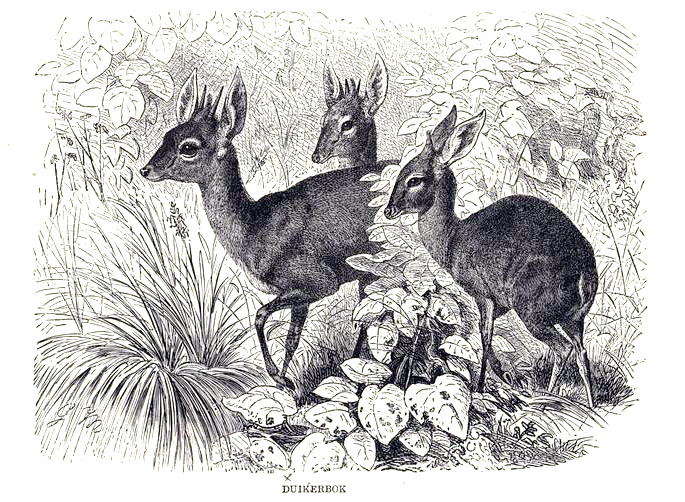
Cephalophus Sylvicapra (1894)